# Handball-Oberliga Rheinland-Pfalz/Saar 2007/08
Die Handball-Oberliga Rheinland-Pfalz/Saar 2007/08 (OL-RPS) wurde unter dem Dach der Handball-Landesverbände Rheinhessen (HVR), Rheinland (HVRL), Pfalz (PfHV) und Saar (HVS) organisiert und ist die höchste Spielklasse des Verbundes. Die Oberliga – RPS ist nach der Bundesliga, der 2. Bundesliga und der Regionalliga eine der vierthöchsten Spielklassen im deutschen Handball.

## Saisonverlauf
Die Handball-Oberliga Rheinland-Pfalz/Saar 2007/08 war die sechste Ausspielung dieser Handballliga. Der HV Rheinland tritt dem Bereich der bisherigen Oberliga Rheinhessen/Pfalz/Saar bei (fortan Oberliga Rheinland-Pfalz/Saar).

## Modus
Sechzehn Mannschaften spielten eine Hin- und Rückrunde. Nach Abschluss der daraus resultierenden Spieltage ist der Meister in die Regionalliga Süd aufgestiegen. Die vier letzten Mannschaften mussten in die Verbandsligen absteigen.

## Teilnehmer
Nicht mehr dabei waren die Auf- und Absteiger der Vorsaison. Neu hinzugekommen sind die Absteiger (A) aus der Regionalliga Süd und die Aufsteiger (N) aus den Verbandsligen.

## Abschlussplatzierungen
  1. MSG HF Untere Saar
- 2. SG Saulheim
- 3. HSG Biewer/Pfalzel
- 4. UVS Rheintal (A)
- 5. VTV Mundenheim
- 6. MSG HF Illtal
- 7. SV 64 Zweibrücken
- 8. SGH Sankt Ingbert
- 9. TSG Friesenheim II
- 10 TV Bad Ems
- 11 TV Homburg (N)
- 12 TSV Kuhardt 1920 (N)

 13 TuS Fortuna Saarburg

 14 TBS Saarbrücken

 15 TuS Wörrstadt (N)

 16 HSG Kastellaun/Simmern (N)

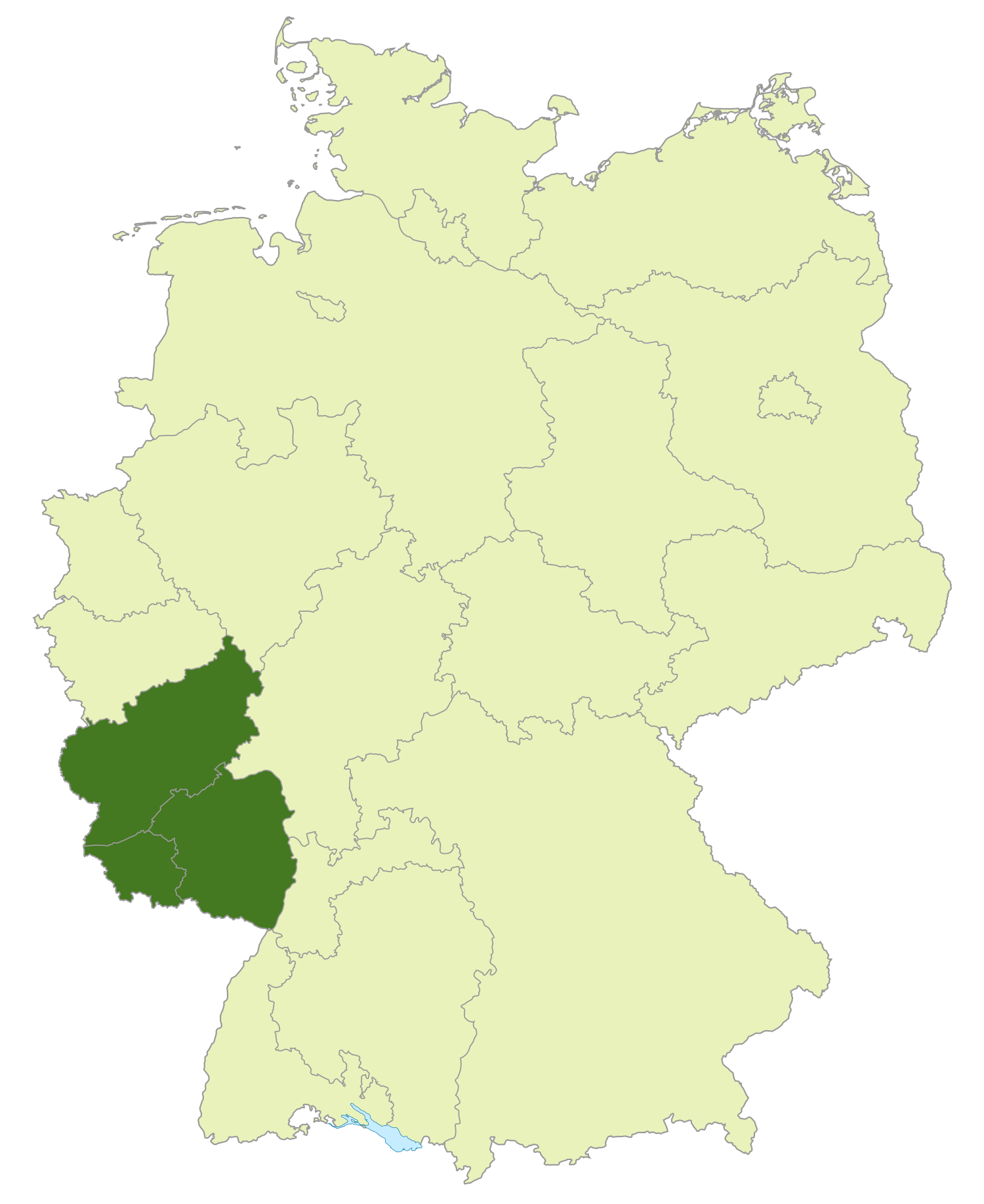
Bereich der Handball-Oberliga
Rheinland-Pfalz / Saarland

(A) = Absteiger aus der Regionalliga Süd (N) = neu in der Liga (R) = Rückzug
 Meister und Aufsteiger zur Regionalliga Süd 2008/09
- Für die Oberliga 2008/09 qualifiziert

 Absteiger